# Verwaltungsgemeinschaft Bärenstein-Königswalde
Die Verwaltungsgemeinschaft Bärenstein-Königswalde im Erzgebirgskreis in Sachsen (Deutschland) besteht aus
- Bärenstein als erfüllende Gemeinde und
- der Gemeinde Königswalde.

Die Verwaltungsgemeinschaft trat 1996 in Kraft. Bis zum 29. März 2019 hieß sie Verwaltungsgemeinschaft Bärenstein.